# Barbula indica
Barbula indica là một loài Rêu trong họ Pottiaceae. Loài này được (Hook.) Spreng. mô tả khoa học đầu tiên năm 1824.